# Joint Information Systems Committee
Das Joint Information Systems Committee (Jisc) ist eine britische gemeinnützige Organisation zur Förderung digitaler Technologien in Forschung und Lehre. Sie bietet digitale Dienstleistungen und Lösungen für Hochschulen und Weiterbildungseinrichtungen an.
Das Jisc wurde 1993 begründet. Ihm wurde die Verantwortung für das britische Forschungsnetz JANET (vergleichbar dem Deutschen Wissenschaftsnetz) übertragen. In den 90er Jahren wurde mit dem eLIB-Programm eine Vision vom zukünftigen wissenschaftlichen Bibliothekswesen geschaffen, das großen Einfluss in Großbritannien hatte. Es folgten viele weitere Forschungsprojekte im Bibliothekswesen, aber auch zum barrierefreien Zugang, zum E-Learning, zum freien Zugang zu wissenschaftlicher Literatur (Open Access) oder zur Plagiatsbekämpfung.
Mitglieder sind die Vereinigung der Colleges (Association of Colleges – AoC), die Vertretung der Universitäten (Universities UK – UUK) und der Berufsverband für Hochschulbildung (GuildHE). Zusätzlich kann jede anerkannte Hochschule Großbritanniens institutionelles Mitglied des Jisc werden. Die Finanzierung erfolgt hauptsächlich durch die Organisationen der Wissenschaftsförderung und die Wirtschaftsministerien der einzelnen Landesteile.